# پدر (فیلم ۱۹۸۹)
پدر به (به انگلیسی: Dad) فیلمی است کمدی/دراما محصول سال ۱۹۸۹ بر اساس رمان به نام پدر به نام زندگی از ویلیام وارتن. با بازی ستارگانی همچون جک لمون، تد دانسون، المپیا دوکاکیس، کوین اسپیسی و ایتن هاک به کارگردانی گری دیوید گلدبرگ. همچنین شرکت آمبلین اینترتینمنت تهیه‌کنندگی این فیلم و انتشار این فیلم برعهده یونیورسال پکچرز بود.

## جوایز
- نامزد جایزه اسکار بهترین میک آپ
- نامزد جایزه گلدن گلوب برای بهترین بازیگر نقش اول مرد برای جک لمون